# Studio Hamburg Synchron
Die Studio Hamburg Synchron GmbH ist ein Produktionsunternehmen für die Synchronisation von Filmen mit Sitz in Hamburg-Tonndorf.

## Geschichte
1960 ging aus der ehemaligen Real-Film GmbH das Studio Hamburg hervor. Ein Jahr später entstand ein eigener Synchronbetrieb des Studios. Aufgrund guter Kontakte zum Norddeutschen Rundfunk erhielt das Studio in seiner Anfangszeit vor allem Aufträge des öffentlich-rechtlichen Fernsehens.
1992 wurde die Synchronabteilung der Studio Hamburg GmbH als Tochtergesellschaft Studio Hamburg Synchron GmbH ausgegliedert.
Nach dem Synchronboom der 1980er und 1990er Jahre konnte das Studio Hamburg Synchron auch aufgrund der Filmförderung Hamburg Synchronaufträge erhalten.

## Produktionen
Das Unternehmen synchronisiert vor allem Kino- und Fernsehproduktionen, aber auch Direct-to-DVD-, Hörspiel- und Werbeproduktionen.
Auftraggeber sind deutsche und ausländische Film- und Fernsehproduktionsgesellschaften, Bildungsinstitutionen, Industrieunternehmen sowie Programmvertriebsgesellschaften. Weitere Kunden des Studios sind Tele München, Arte, Super RTL und der Discovery Channel.
Derzeit produziert das Studio Hamburg Synchron in neun Synchron- und Mischstudios nach eigenen Angaben bis zu 50.000 Sendeminuten pro Jahr.
Synchronisierte Filme und Serien (Auswahl)
- Sesamstraße (Sesame Street, Fernsehserie)
- Rote Laterne (Dà hóng dēnglóng gāogāo guà)
- Das Hochzeitsbankett (Hsi yen)
- Teletubbies (Fernsehserie)
- Bob der Baumeister (Bob the Builder, Fernsehserie)
- Baywatch – Die Rettungsschwimmer von Malibu (Baywatch, Fernsehserie)
- Nash Bridges (Fernsehserie)
- Flickering Lights (Blinkende lygter)
- Die Sopranos (The Sopranos, Fernsehserie)
- Hautnah – Die Methode Hill (Wire in the blood, Fernsehserie)
- Dead Zone (The Dead Zone, Fernsehserie)
- Total Genial (Wicked Science, Fernsehserie)
- Verblendung (Män som hatar kvinnor)
- Verdammnis (Flickan som lekte med elden)
- Vergebung (Luftslottet som sprängdes)
- Orange Is the New Black (ab Staffel 4)[6]
- Altered Carbon – Das Unsterblichkeitsprogramm (Altered Carbon, Fernsehserie)